# Schuurkerk (Zoetermeer)
De Schuurkerk van Zoetermeer, ook bekend als de Kerk van Crooneveen, was een schuurkerk die gebruikt werd door de rooms-katholieke bewoners van Zoetermeer, Zegwaart en omstreken.

## Voorgeschiedenis
Nadat de kerk van het tweelingdorp Zoetermeer-Zegwaart was geplunderd door geuzen die op weg waren om Leiden te ontzetten, werd de kerk door de Hervormden in gebruik genomen. De openbare uitoefening van de katholieke godsdienst verboden. Je mocht wel katholiek zijn, maar niet in het openbaar bijeenkomen. De katholieke bewoners moesten in het geheim bijeen komen.
Pas in 1627 kwam er weer een priester beschikbaar voor de katholieken in Zoetermeer en Zegwaart, Maerten van den Velde, maar dit betrof een rondreizend priester, die gedeeld moest worden met geloofsgenoten in Stompwijk, Zoeterwoude, Leidschendam, Nootdorp en de dorpen rondom Reeuwijk. Hij vestigt zich in Stompwijk om de ‘doolende schapen op te zoeken, te troosten en te versterken’. Omdat hij een enorm gebied te bedienen had en het niet altijd handig of zelf veilig was om elke dag terug te reizen naar Stompwijk, logeerde hij regelmatig bij gelovigen in andere dorpen. In Zoetermeer is hij vaak welkom bij de familie Crooneveen.

## Ontstaan van de schuurkerk
De eerste vaste priester voor Zoetermeer, Zegwaart, Benthuizen en Wilsveen, was Amandus van Nispen. Jacob Lievens Crooneveen en zijn vrouw Adriaantje Cornelisdochter besloten, nadat alle vier hun kinderen waren overleden, hun leven te wijden aan het ondersteunen van de katholieke kerk. Zij boden van Nispen, die geen eigen woning had, niet alleen onderdak in hus huis aan de Voorweg, waar Crooneveen zijn brood verdiende als winkelier en turfverkoper, maar besloten zelfs het achterhuis uit te bouwen tot ‘kerckhuysinge’. Dat deze schuilkerk al snel populair werd onder de katholieke bevolking, blijkt uit het feit dat de hervormde predikant op 1 juli 1685 in de kerkraad ‘met groote droefheyt’ meldde dat in het huis van Crooneveen elke zondag en op heilige dagen de ‘paepsche godsdienst met toevloeyinge van veel volck wort geoeffent’.
Na het overlijden van het echtpaar Crooneveen kwam hun woonhuis in het bezit van ene Melt Leendertszoon van der Meer.  De kerk en aangebouwde de pastorie werden formeel ook zijn eigendom, maar bleven als kerk en pastorie in gebruik. In 1723 kocht de Haagse koopman Leonard van Nieuwenhuijsen de woning en kerk, waarna zijn erfgenamen het uiteindelijk voor 1200 gulden aan de Roomse Gemeente zouden verkopen.

## Uitbreiding
In de 18e eeuw nam de bevolking van Zoetermeer flink toe, mede door de toestroom van seizoensarbeiders uit Duitsland en Brabant. Ook deze, veelal katholieke arbeiders, gingen naar de kerk. Het gevolg was, dat veel kerkganger de mis ‘buijten de kerk en in de open lugt nederknielende’ moesten bijwonen. In 1768 kreeg de Roomse gemeente van het college der Gecommitteerde Raden van de Staten van Holland toestemming om de kerk aan de achterzijde, dus buiten het zicht, uit te bouwen door middel van een houten loods van 7,2 bij 8,5 meter. De loods mocht echter niet op een kerk lijken. De ramen moesten van gewoon glas in lood worden voorzien en als dakbedekking moesten gewone rode dakpannen gebruikt worden. Wel werd, tegen de regels, op het dak een kleine klokkenstoel geplaatst.

## Einde
Eind 18e eeuw waren de kerk en pastorie in slechte staat. Dankzij de godsdienstvrijheid die in de Franse tijd werd ingevoerd, kon de pastoor, mede op aandringen van de bewoner van Zegwaart die de kerk toch al te ver weg vonden, twee woningen aan de Dorpsstraat kopen. Een van de huizen werd omgebouwd tot pastorie, terwijl het andere werd gesloopt om plaats te maken voor een heuse kerk; de eerste Nicolaaskerk, die in 1817 gewijd werd. De schuurkerk aan de Voorweg verloor daarmee zijn functie.
In februari 1819 werd de schuurkerk openbaar verkocht, ondanks protesten van parochianen uit de directe omgeving. De pastorie en kerk werden gesloopt, nadat het orgel was verwijderd en eind juli 1819 was er van de kerk niets meer te vinden.

## Archeologie

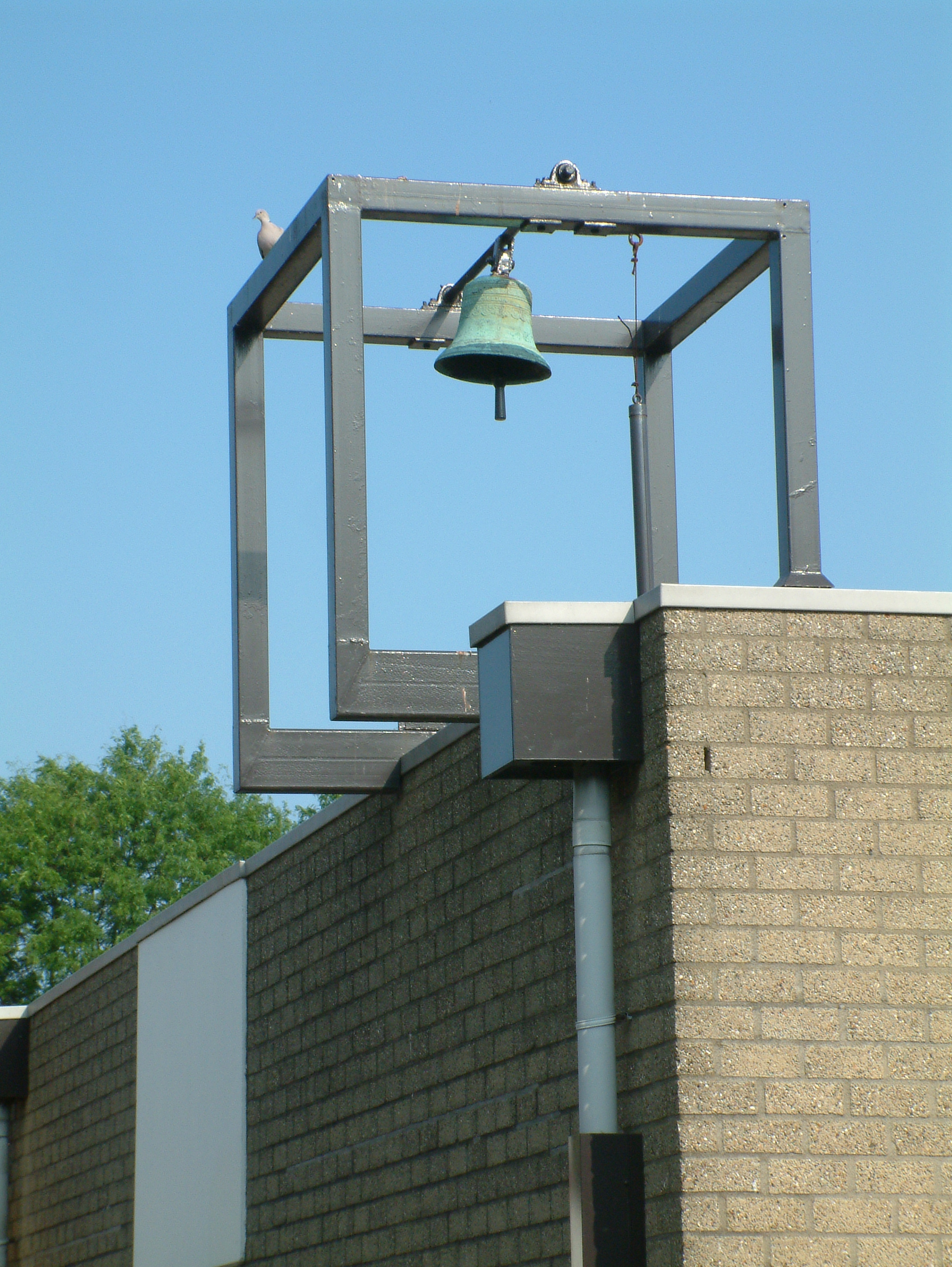
Het klokje van de schuurkerk, nu in gebruik bij De Doortocht

In 1996 werd op de plaats van de schuurkerk, vlak bij waar nu de Zoetermeerse vestiging van Intratuin te vinden is, onderzoek verricht door de Archeologische Werkgroep Zoetermeer.
Behalve funderingen, waterputten en beschoeiingen, hebben de archeologen vele gebruiksvoorwerpen uit het pastoorshuishouden in de bodem aangetroffen. Onder andere werden een wijwaterbakje, fraai kristallen glaswerk uit de 18de eeuw, tapkranen voor wijnvaten en de trappaal van de orgelgalerij gevonden. Ook het illegaal geplaatste klokje werd gevonden en wordt tegenwoordig gebruikt als luidklok van de kerk De Doortocht.
- De klok uit 1768 van de schuurkerk aan de Voorweg. De klok hangt nu bij RK Kerk De Doortocht
- Jaap Tuinstra en Petra Vijverberg, leden van de Archeologische Werkgroep Zoetermeer, met de bij Voorweg nr. 190 opgegraven trappaal van de 18e-eeuwse schuurkerk, 3,20 meter lang (foto 1997)
- Wijwaterbakje van faience, gevonden bij de archeologische opgraving van de schuurkerk Voorweg nr. 190; versiering letters IHS en een duif (Provinciaal Bodemdepot Zuid-Holland)